# Yahoo Sports Trainer des Jahres
Yahoo Sports zeichnet unter anderem den Welttrainer des Jahres in der Disziplin Boxen aus. In der folgenden Tabelle sind alle Trainer aufgelistet, die mit diesem Preis ausgezeichnet wurden:

## Welttrainer des Jahres
| Jahr der Preisvergabe | Preisträger          | Nationalität des Preisträgers |
| --------------------- | -------------------- | ----------------------------- |
| 2008                  | Freddie Roach        | Vereinigte Staaten            |
| 2009                  | n. a.                | n. a.                         |
| 2010                  | n. a.                | n. a.                         |
| 2011                  | Ann Wolfe            | Vereinigte Staaten            |
| 2012                  | Robert Garcia        | Mexiko                        |
| 2013                  | Floyd Mayweather Sr. | Vereinigte Staaten            |
| 2014                  | Freddie Roach (2)    | Vereinigte Staaten            |
| 2015                  | n. a.                | n. a.                         |
| 2016                  | Abel Sanchez         | Mexiko                        |
| 2017                  | Derrick James        | Vereinigte Staaten            |
| 2018                  | Anatoly Lomachenko   | Ukraine                       |